# Preiss-Lebermoos

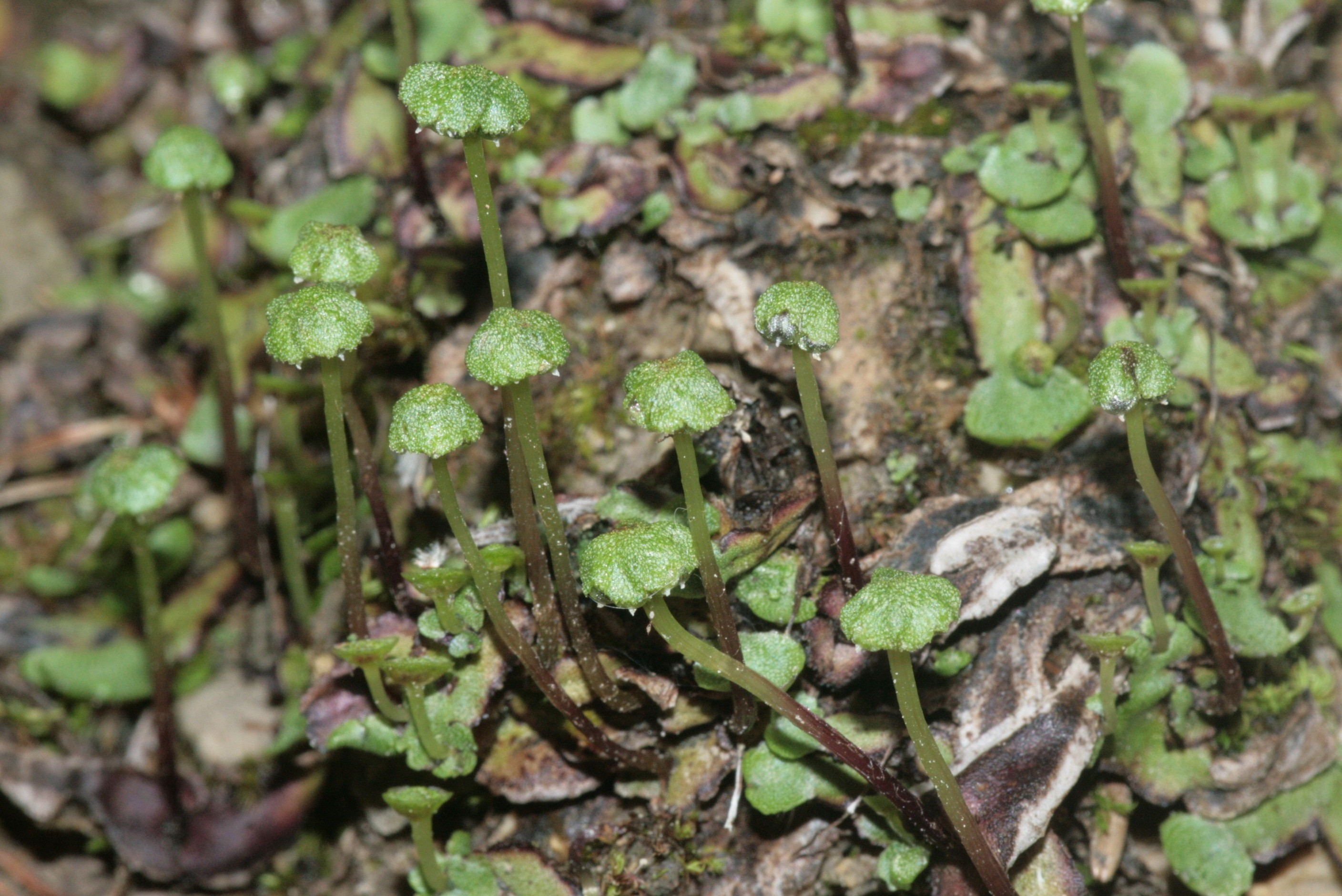
Weibliche Gametangien

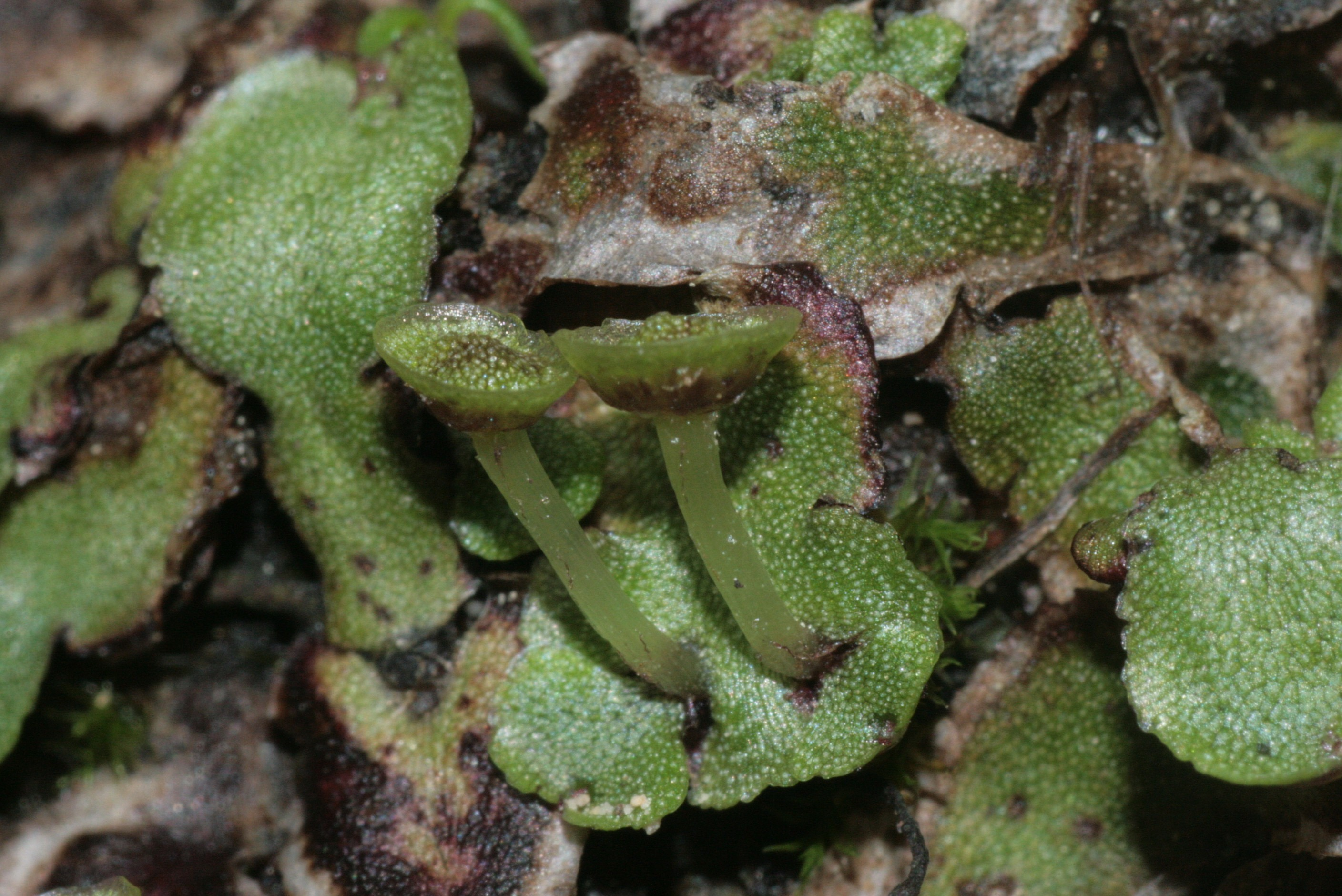
Männliche Gametangien

Das Preiss-Lebermoos (Preissia quadrata), auch Quadratisches Preissmoos genannt, ist eine Lebermoos-Art und weltweit die einzige Art der Gattung Preissia. Benannt ist sie nach Balthazar Preiss, geboren 1765 in Bruchsal, gestorben 1850 als Regimentsarzt in Prag.

## Beschreibung
Das Preiss-Lebermoos ist ein thalloses Lebermoos. Die niederliegenden Thalli werden 2 bis 5 Zentimeter lang und 0,4 bis 1 Zentimeter breit, sie sind oberseits grün, meist rötlich berandet und an den Enden oft herzförmig eingeschnitten. Die Oberseite hat keinen Mittelstreifen und ist in kleine, länglich sechseckige bis rechteckige Felder gegliedert. Diese Felder sind Luftkammern, sie haben jeweils in der Mitte eine tonnenförmige Atemöffnung. Die Thallusunterseite ist gewöhnlich purpurrot mit dachziegelig angeordneten Bauchschuppen.
Die Pflanzen sind monözisch oder diözisch. Weibliche
Gametangien sind halbkugelig bis abgerundet-quadratisch und befinden sich auf 5 bis 10 Zentimeter langen, aufrechten Stielen, die scheibenförmigen männlichen Gametangien haben kürzere, 1 bis 2 Zentimeter lange Stiele. Das Moos fruchtet häufig, Sporenreife ist von Mai bis August.

## Standortansprüche und Verbreitung
Das Preiss-Lebermoos ist basenliebend und wächst an dauerfeuchten bis nassen, lichtreichen bis tiefschattigen Standorten auf Gestein, Erde, Lössböschungen, in Kalkflachmooren und an Mauern.
Die Art ist circumboreal verbreitet. In Mitteleuropa kommt es zerstreut von der Ebene bis ins Hochgebirge vor, häufiger in Süddeutschland und den Kalkalpen.

## Gefährdung
Das zwar konkurrenzkräftige, aber wenig pionierfreudige Moos gilt in Deutschland als gefährdet. In einzelnen Naturräumen sind die Bestände stark zurückgegangen. Durch Flurbereinigungs- oder Instandhaltungsmaßnahmen sind besonders die Vorkommen außerhalb von Wäldern auf älteren Lösswänden und Mauern heute selten geworden.